# Val d’Hérémence

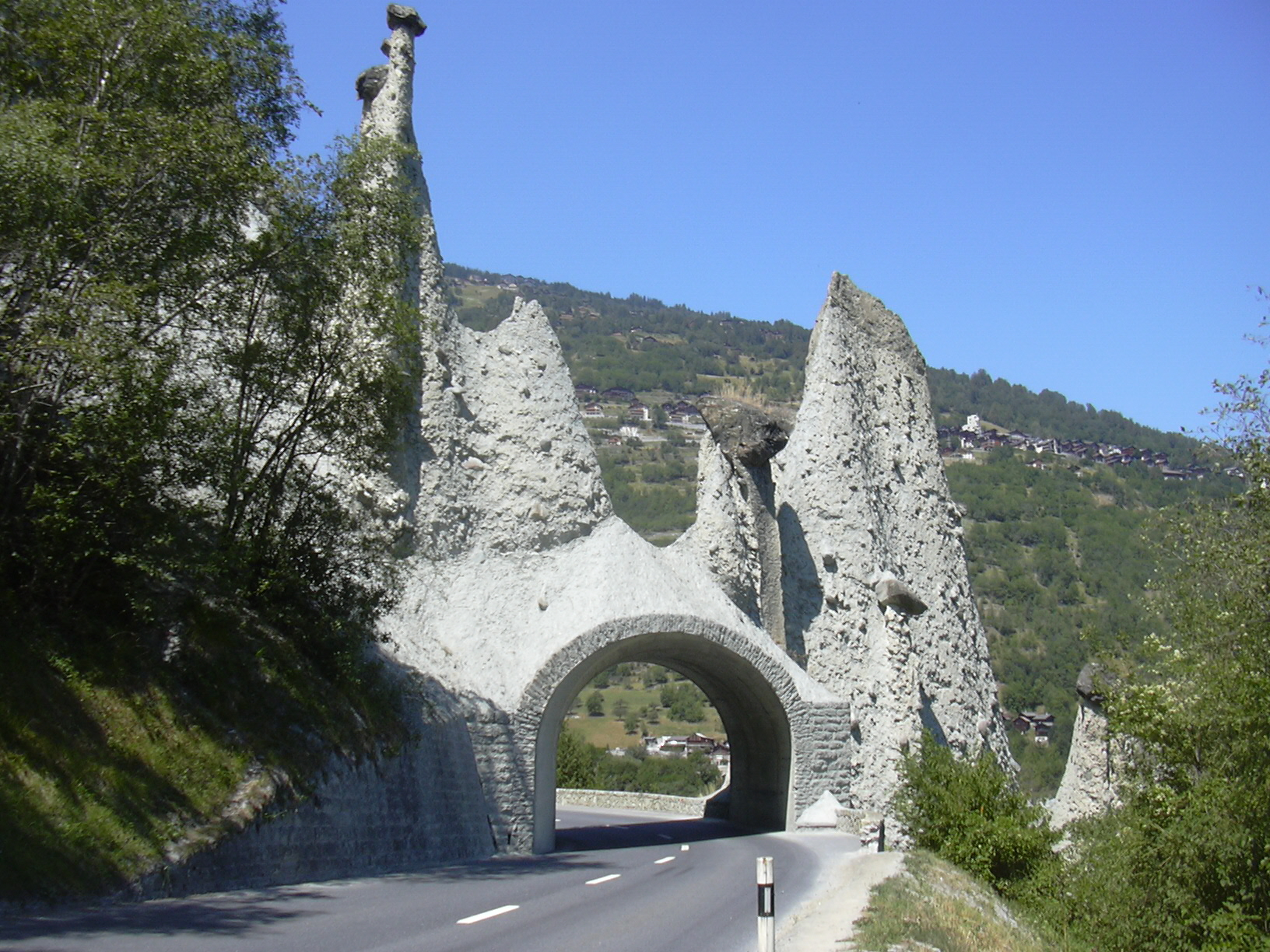
Tunel drogowy między piramidami w Euseigne

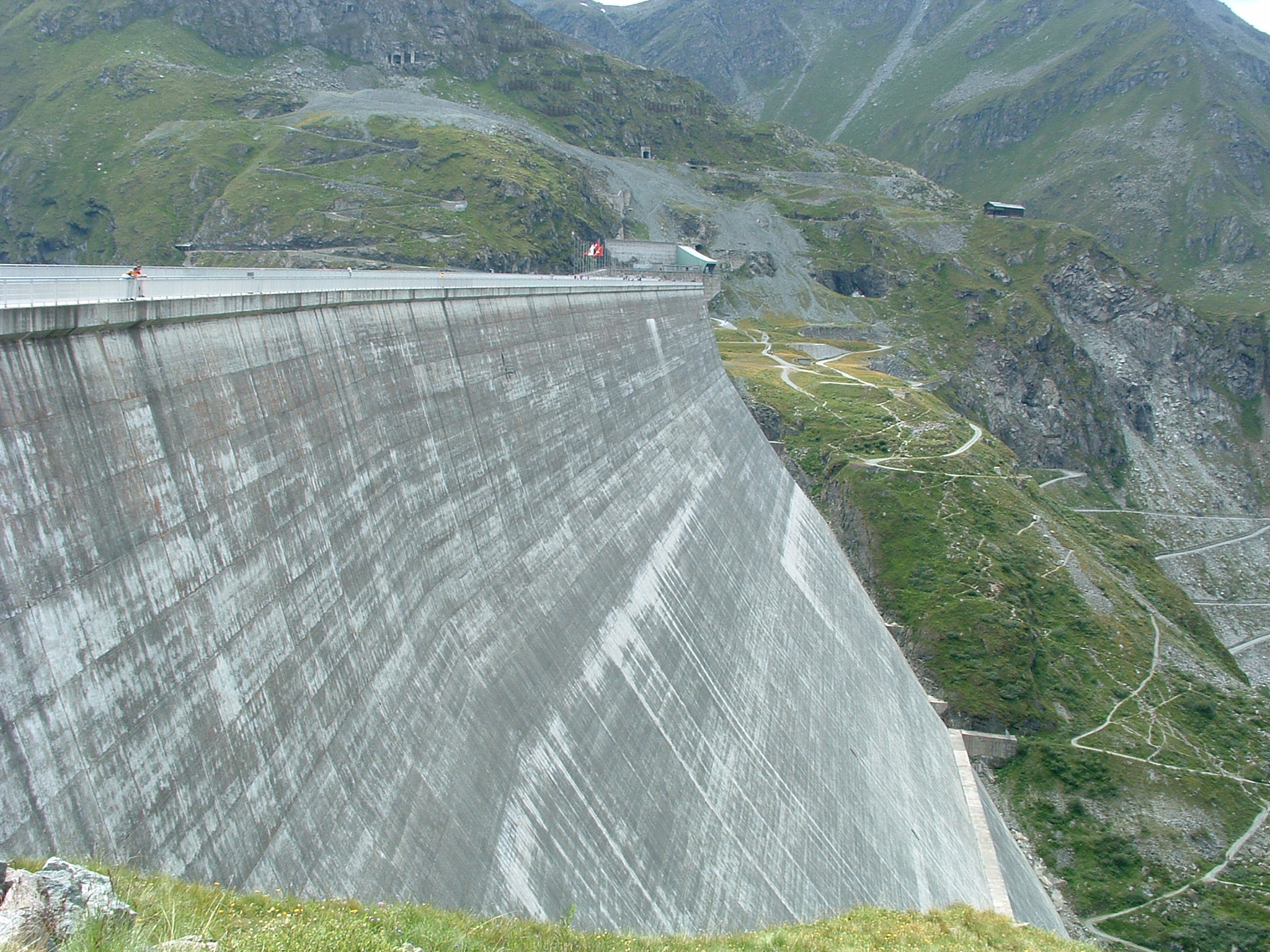
Zapora Grande Dixence

Val d'Hérémence – dolina w Szwajcarii w kantonie Valais, w Alpach Pennińskich. Odchodzi na południowy zachód od doliny Val d'Hérens w miejscowości Hérémence. Od wschodu dolinę ogranicza masyw Aiguilles Rouges d’Arolla, który oddziela ją od doliny Val d'Hérens. Od zachodu, od doliny Val de Bagnes, oddziela ją masyw Pleureur.
Doliną płynie rzeka La Dixence. Wpada ona do rzeki Borgne płynącej przez dolinę Val d'Hérens.
Dużą atrakcją turystyczną w dolinie są znajdujące się u jej wylotu, w Euseigne, oryginalne formacje skalne w formie smukłych piramid lub stożków. Powstały one w wyniku intensywnej erozji w końcowej fazie ostatniej epoki lodowcowej i mają wysokość od 10 do 15 metrów. Stanowią pomnik przyrody.
Mniej więcej w połowie długości doliny przegradza ją, zbudowana w 1965 roku, najwyższa w Europie i czwarta pod względem wysokości na świecie zapora wodna Grande Dixence. Ma 285 metrów wysokości, 200 metrów grubości, 695 metrów długości i jest najwyższą betonową zaporą na świecie. Stanowi kolejną dużą atrakcję turystyczną w dolinie. Prowadzi na nią kolej gondolowa. Jej wnętrze można zwiedzać latem. Za zaporą znajduje się jezioro Lac des Dix, drugie pod względem wielkości jezioro w kantonie. Wody jeziora przez 100-kilometrowy, skomplikowany system tuneli i kanałów odprowadzane są do czterech elektrowni wodnych.
Za jeziorem dolina, już pod nazwą Val des Dix, ciągnie się dalej i dochodzi do szczytu Mont Blanc de Cheilon w masywie Ruinette. U jego podnóża znajduje się lodowiec Glacier de Cheilon.